# Willie Smith (Sprinter)
Willie James Smith III. (* 28. Februar 1956 in Rochester, Pennsylvania; † 7. November 2020 in Sylacauga, Alabama) war ein US-amerikanischer Sprinter, der sich auf den 400-Meter-Lauf spezialisiert hatte.
Bei der Universiade 1977 gewann er Silber.
1979 holte er bei den Panamerikanischen Spielen in San Juan Bronze und siegte beim Leichtathletik-Weltcup in Montreal in der 4-mal-400-Meter-Staffel.
Auch beim Leichtathletik-Weltcup 1981 in Rom war er mit der US-Stafette siegreich.
1979 und 1980 wurde er US-Meister über 400 m. Für die Auburn University startend wurde er 1978 NCAA-Meister über 400 m und 1977 sowie 1978 NCAA-Hallenmeister über 440 Yards.

## Persönliche Bestzeiten
- 100 m: 10,26 s, 20. Juni 1976, Eugene
- 400 m: 44,73 s, 15. April 1978, Tuscaloosa
  - Halle: 46,05 s, 14. Februar 1988, Gainesville